# ロリータアニメ (日活)
『ロリータアニメ』とはにっかつが制作し、1984年に販売したアダルトアニメ。

## 作品概要
ロマンポルノで知られるにっかつが手がけた初のアニメ作品。『あんどろトリオ』で知られる内山亜紀の作品を原案としている。いずれの回も亜紀という名前のヒロインが登場するが、ストーリー上のつながりはない。
1985年の正月には劇場公開される構想もあったが、映倫の審査が通らなかったため実現しなかった。1は幼児を虐待する内容から審査すら行われず、2は女児のヌードシーンに全てボカシ修正を被せるよう要請されたという。

## サブタイトル
| 1 | 内山亜紀のおビョーキ亜紀ちゃん | 矢沢恵美子 |  |  |  | 1984年12月15日発売 |
| ある秋の日、亜紀は学校帰りに不可思議な体験をする。 |                                |            |  |  |  |                    |
| 2 | 内山亜紀のミルクのみ人形       | 村上修     |  |  |  | 1984年12月20日発売 |
| 1922年のある南国の植民地。少女・亜紀は自らの股間に陰毛が生えていることに気付く。招かれた友人の家で人酔いを起こした亜紀は人形に陰毛を嘲笑される幻覚に苦しまれる。 |                                |            |  |  |  |                    |
| 3 | 内山亜紀のおもらしゴッコ       | 矢沢恵美子 |  |  |  | 1985年1月10日発売  |
| 叔父の家に預けられた亜紀。彼女の叔父は、レーザーを光らせながらペットのインコ・メルモにペイントガンを浴びせるという珍妙な趣味を持っていた。ある日亜紀は嫉妬のあまりメルモをレーザーで射殺する。怒った叔父は亜紀をかごに入れ、メルモと同じようにする。その後、なぜか亜紀は叔父の子どもになると明るい表情で言い、叔父は困憊した様子で姪を見つめていた。 |                                |            |  |  |  |                    |

## スタッフ
- 企画 - 栗原いそみ、八尋哲哉
- 監督 - 堀内靖博（1、2）、黒沢直輔（3）
- 脚本 - 矢沢恵美子（1、3）、村上修（2）
- 録音演出 - 小野寺修
- 編集 - 冨田功
- 効果 - 東洋音響
- 現像 - 東洋現像所
- 製作・発売 - 株式会社にっかつ
- 販売 - にっかつビデオフィルムズ